# Numenius madagascariensis
El zarapito de Siberia o zarapito siberiano  (Numenius madagascariensis) es una especie de ave Charadriiforme de la familia Scolopacidae nidificante en Siberia y Mongolia; inverna en Australia y Nueva Zelanda.